# Малий Пашиян
45°38′ пн. ш. 16°55′ сх. д. / 45.63° пн. ш. 16.92° сх. д.
Малий Пашиян (хорв. Mali Pašijan) — населений пункт у Хорватії, у Б'єловарсько-Білогорській жупанії у складі міста Гарешниця.

## Населення
Населення за даними перепису 2011 року становило 190 осіб.
Динаміка чисельності населення поселення: